# ホンダエアポート

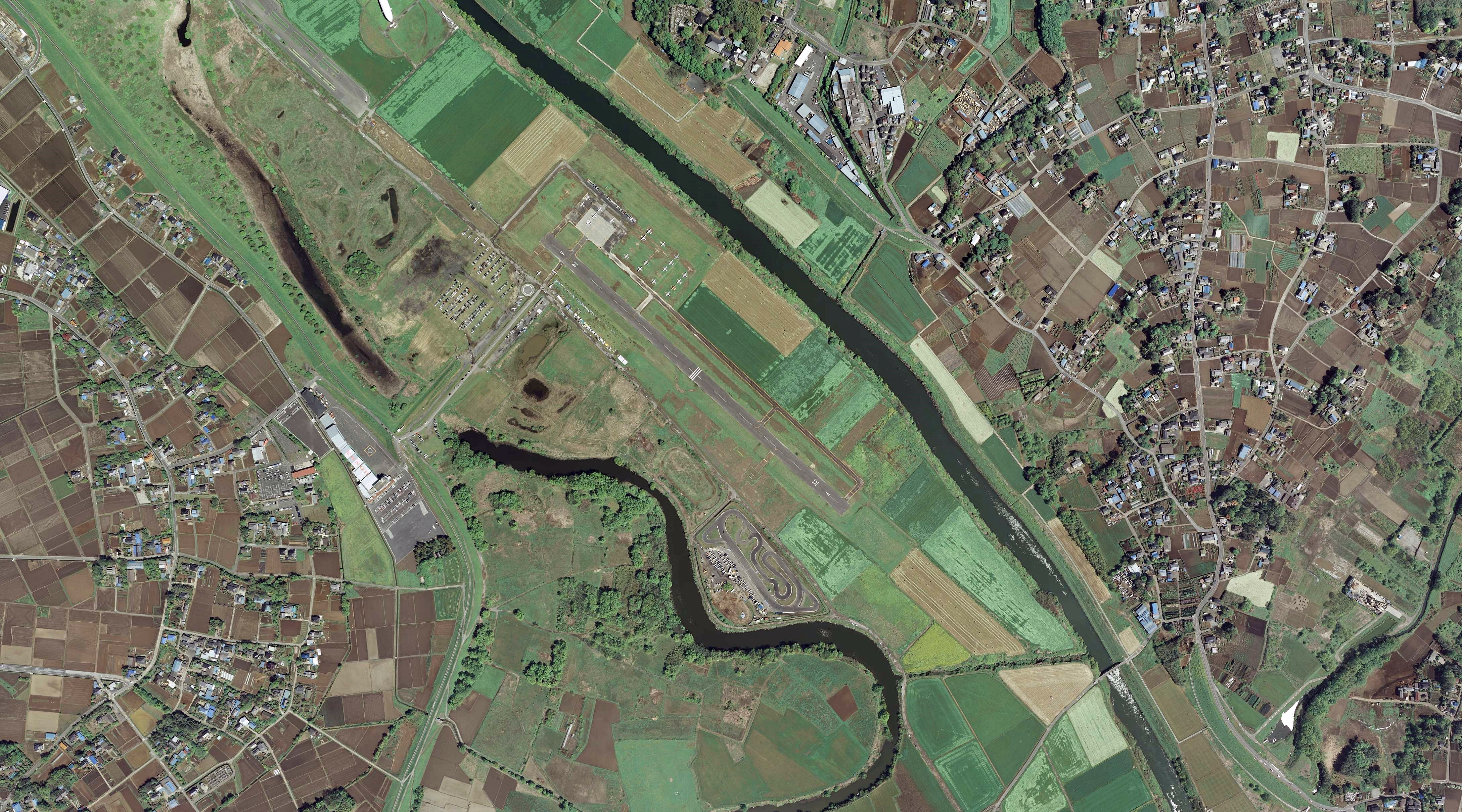
ホンダエアポート空中写真（2007年）

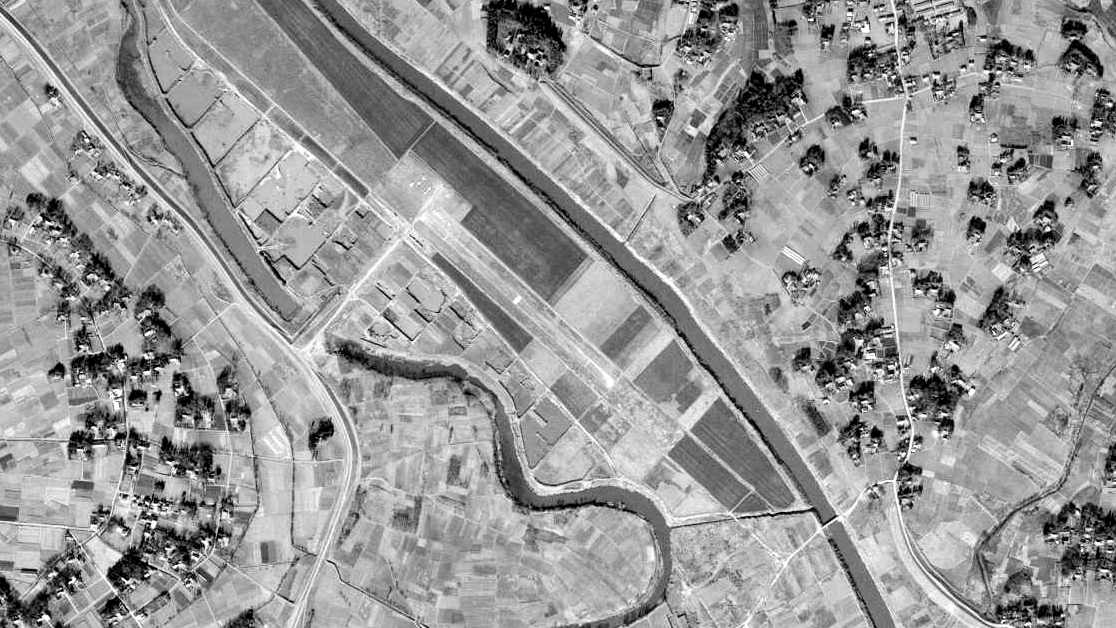
開場2年後のホンダエアポート空中写真（1972年）

ホンダエアポートは、埼玉県比企郡川島町および、桶川市の荒川河川敷に所在する軽飛行機専用の非公共用飛行場である。

## 概要
運営管理は本田航空が行っている。同社の本社所在地と格納庫は川島町にあり、土手を隔てて隣接している滑走路の大部分は桶川市にある。地元では俗に本田飛行場や、桶川飛行場、本田空港、川島の飛行場、飛行場と呼ぶが、どれも同じ場所を指している。
夜間照明装置を設置しているため、関東で唯一小型機が夜間運用できる非公共用飛行場である。
立地が河川敷のため、水没する可能性があることから、管制棟はトラックで牽引退避することができる移動式となっている。
- 種類 - 非公共用飛行場（H級陸上飛行場）[1]
- 所在地 - 埼玉県比企郡川島町大字出丸下郷（本田航空本社ビル、格納庫）、埼玉県桶川市川田谷（滑走路、ヘリスポット、エプロン）
- 面積 - 59ha
- 滑走路 - 長さ600m×幅25m
- 着陸帯 - 長さ720m×幅60m
- 平行誘導路 - 長さ460m×幅9m
- 通信設備 - 130.75MHz
- スポット - 43機分（うち約30機分が自家用機用）
- 飛行場灯火 - 夜間照明・REIL・PAPI
- 入手可能燃料 - AVGAS・JET-A1

## 沿革
- 1937年（昭和12年）6月 - 熊谷陸軍飛行学校桶川分教場（桶川飛行学校）開校時、「川田谷飛行場」としてこの地に飛行場を開設

- 同分教場の演習施設として使用されていたが、戦後は一部耕作地化された。しかし大部分は長らく荒れた状態で放置されていた。

- 1964年（昭和39年）3月 - 本田技研工業が航空産業への参入を目指し株式会社ホンダエアポート設立
- 1967年（昭和42年）2月 - 同社が航空機使用事業免許取得
- 1970年（昭和45年）
  - 3月 - 本田航空株式会社に商号変更
  - 12月 - 同社が航空事業のノウハウ収集と将来の実験を自由に行える場所として買収・整備し「ホンダエアポート」供用開始
- 1975年（昭和50年）12月 - 同社がヘリコプターの運航開始

- その後、同社の事業拡大にしたがって飛行場が多くの目的に供されるようになった。

## 利用航空会社・団体
- 本田航空
  - ホンダフライングクラブ（本田航空の支援団体）
- 埼玉県防災航空隊
- 栃木県消防防災航空隊
- 日本飛行船 - 2010年に倒産
- スカイトレック -チャーター便を専門とした航空会社

## 利用状況
- 本田航空による遊覧飛行（コロナ禍以降中止、再開の見込みなし）、航空写真、航空測量、広告・宣伝飛行の機体の発着
- 埼玉県防災航空隊（3機）、栃木県消防防災航空隊（1機）の消防防災ヘリコプターの運航・整備など
- 東京スカイダイビングクラブの飛行機の運航・整備など
  - 滑走路そばには、東京からもっとも近いドロップゾーン（降下地点）を有する為、首都圏におけるスカイダイビングの拠点となっている。
- 航空機の整備・駐機業務
- ホンダフライングクラブによる、自家用操縦士・事業用操縦士の訓練
  - 法政大学の航空操縦学専修も実習で利用している。
- 飛行船の発着（2010年まで）

## アクセス
- JR高崎線桶川駅、首都圏中央連絡自動車道桶川北本IC・川島ICから車で約15分
- JR川越線・東武東上線川越駅、西武新宿線本川越駅、関越自動車道川越ICから車で約30分

## ギャラリー

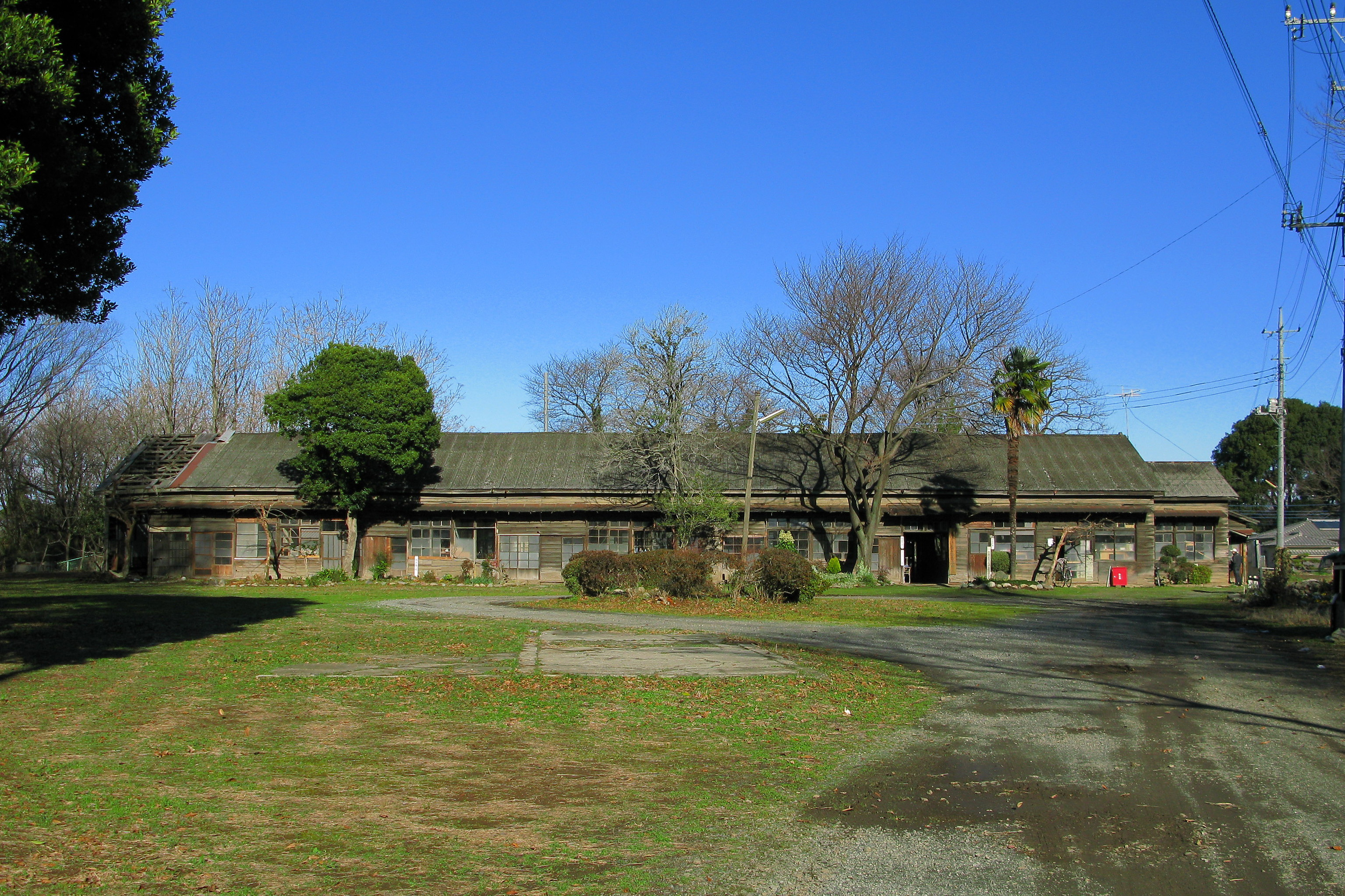
熊谷陸軍飛行学校桶川分教場跡（非現存、現・桶川飛行学校平和祈念館）
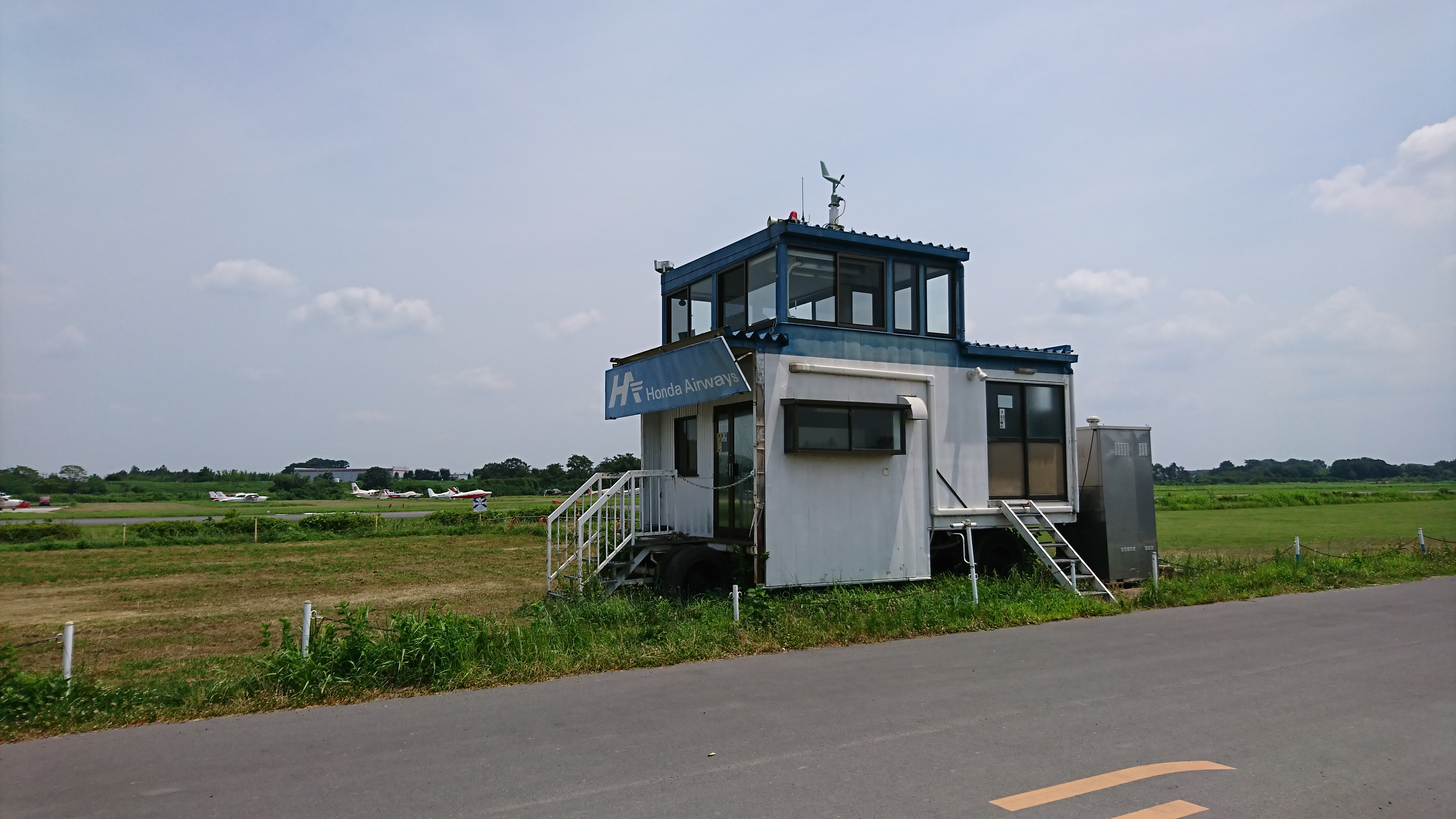
移動プレハブ式の旧管制棟（撤去）
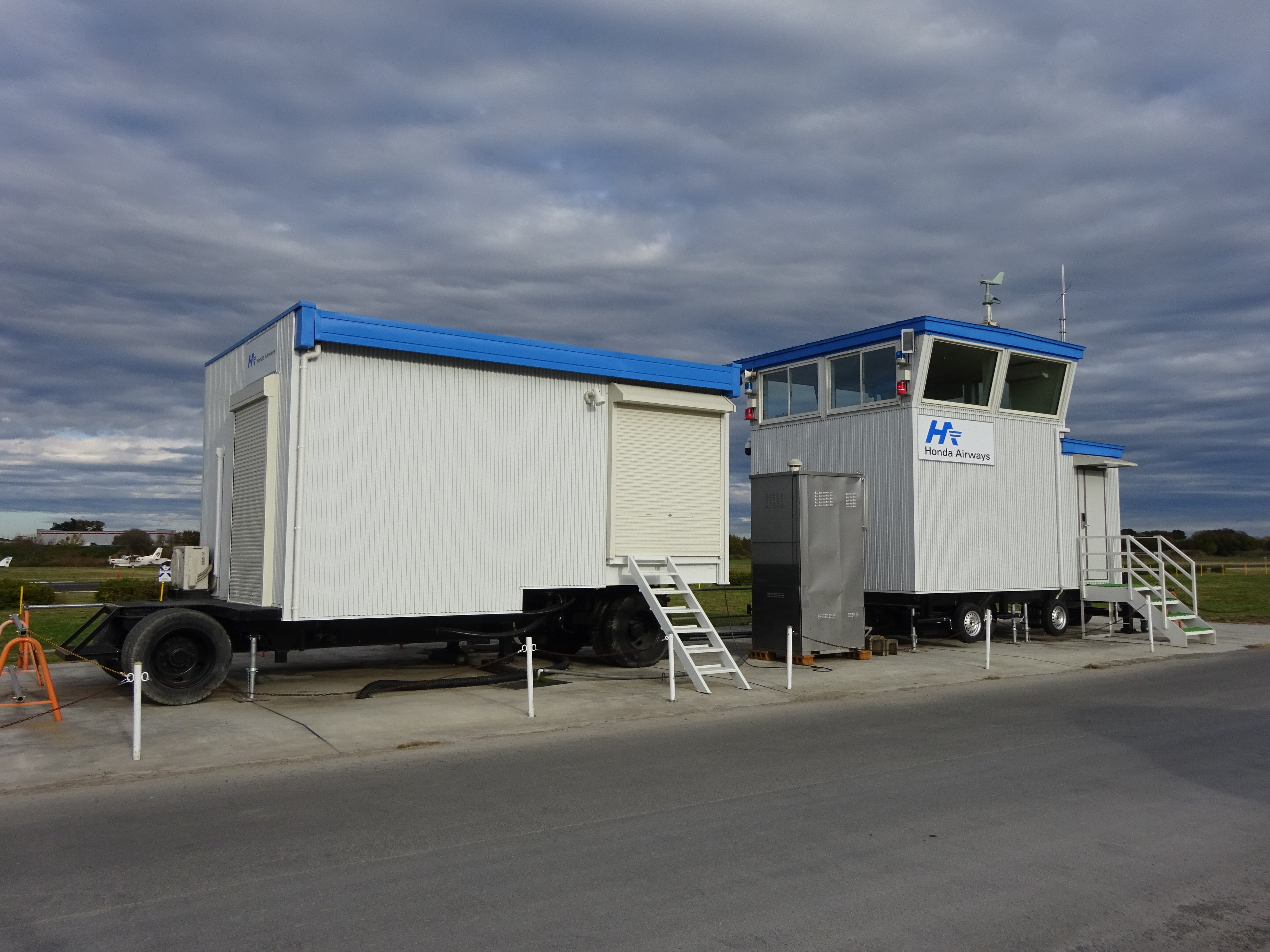
新たに搬入された移動式管制塔（2020年）
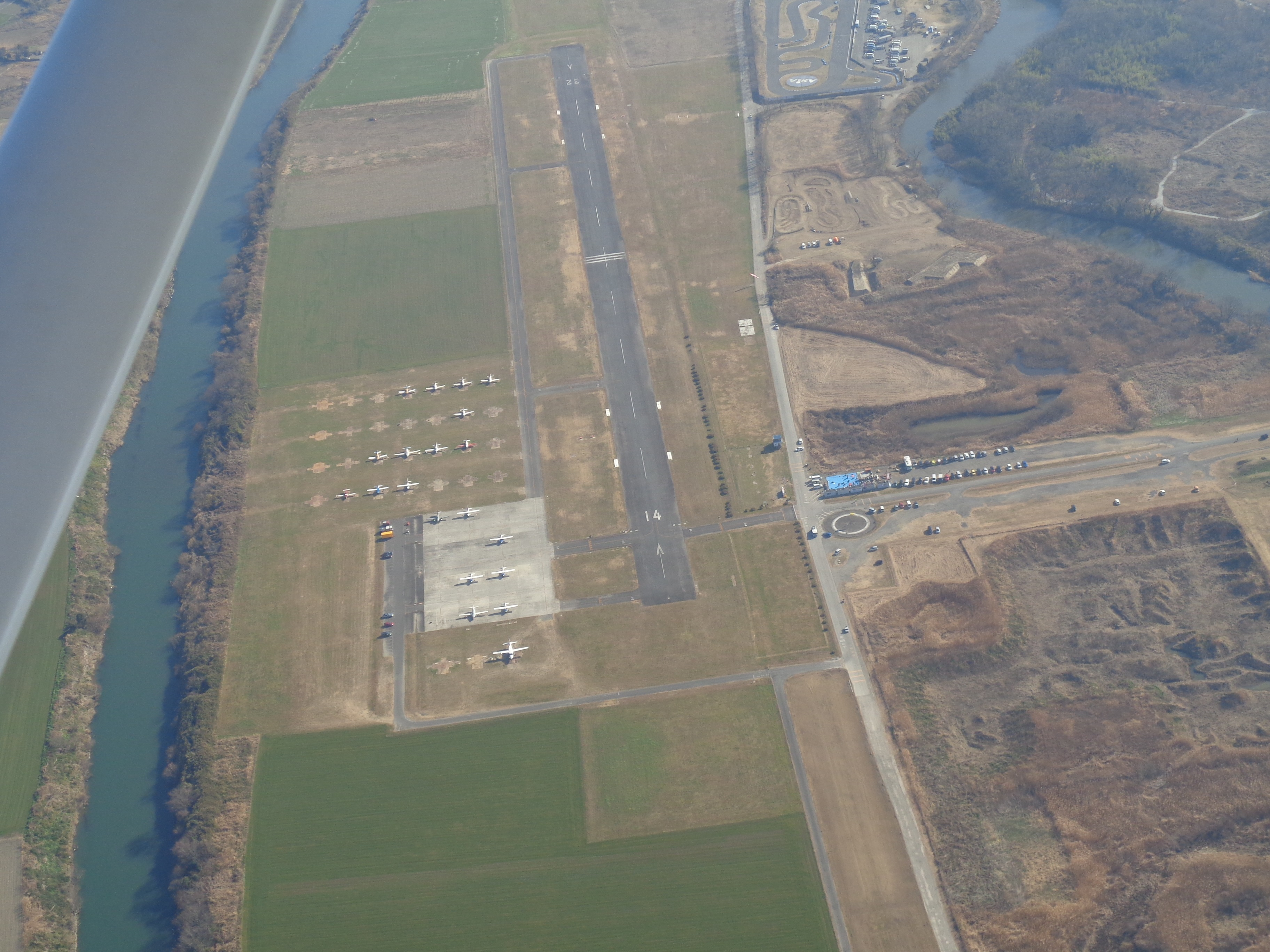
ホンダエアポート空撮（2018年）
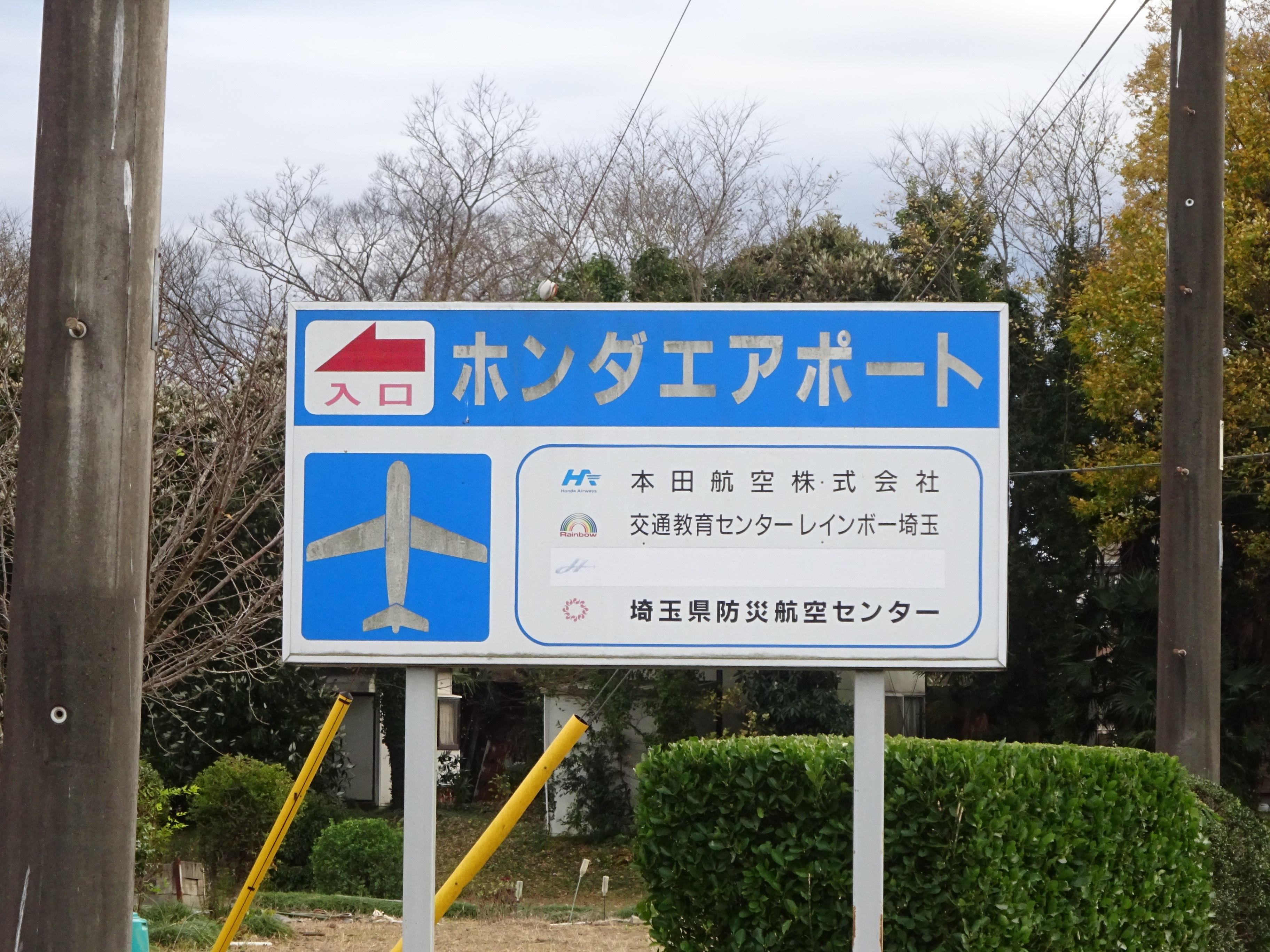
ホンダエアポート案内看板（2018年）
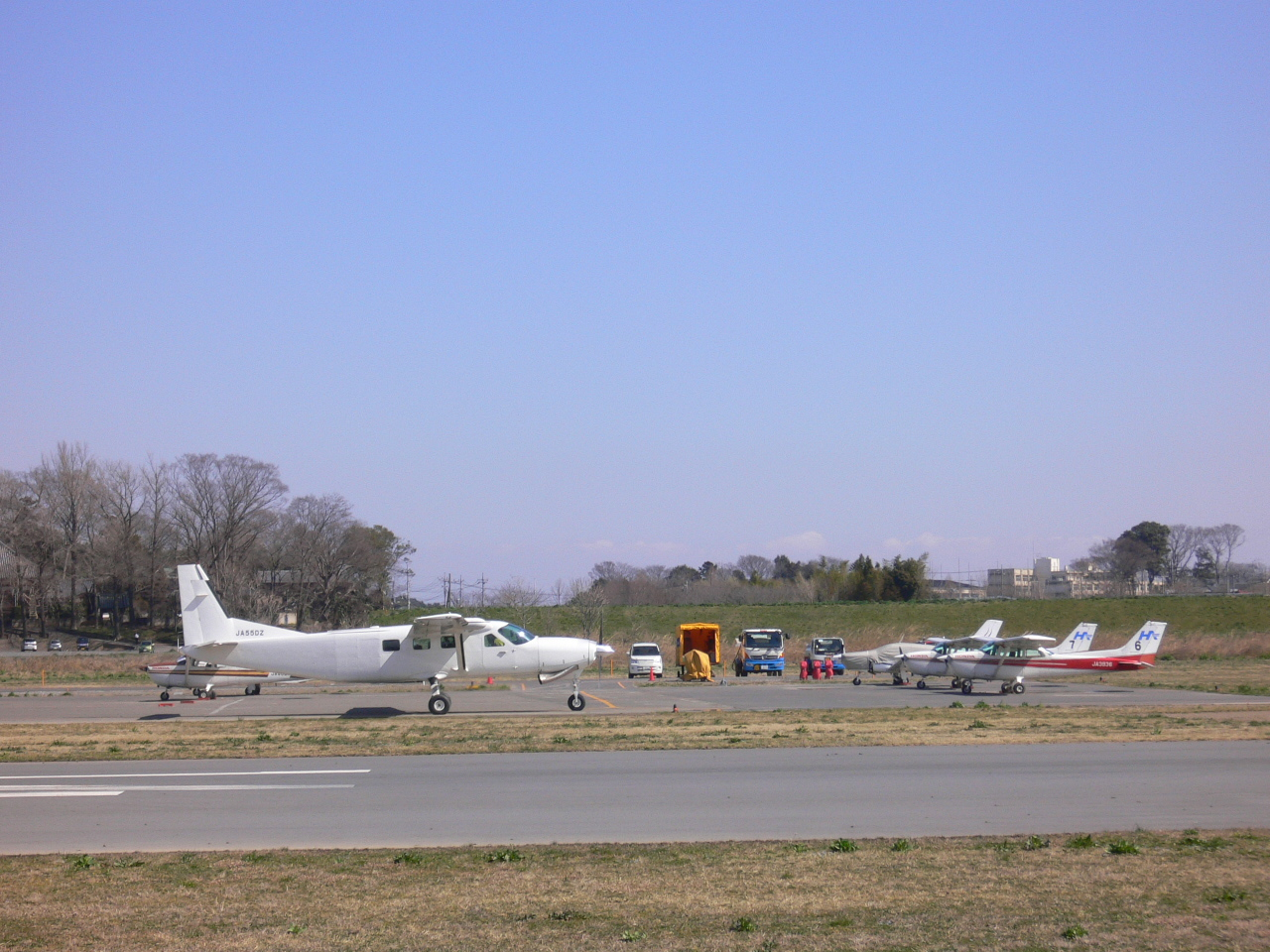
ホンダエアポートに駐機する航空機

## 主な飛来機
- セスナ 172 - 本田航空所有機、および個人所有機
- セスナ 208 - 東京スカイダイビングクラブ所有機
- クエスト コディアック - 日本初の軽飛行機のみのチャーターを専門としたスカイトレック社の保有機

その他、個人所有のソカタ TBMやSR22などを稀に見ることができる。
また、2010年に倒産した日本飛行船が当エアポートを拠点とし、Zeppelin LZ N07-100（登録記号：JA101Z)を運航していた。

## 備考・その他
- かつて桶川市商工会では、空港を拡張し「埼玉空港」建設という構想を持っていた[2]。
- 首都圏から近い位置にある非公共用飛行場であるため、バラエティやドラマなどテレビ番組や映画、CM、プロモーションビデオの撮影・ロケにしばしば使われる。
  - TBS系のバラエティ『加トちゃんケンちゃんごきげんテレビ』のTHE DETECTIVE STORY（探偵物語）では、自動車（赤いスカイライン）とヘリコプターのアクションシーンロケなどが行われた。
- 映画『クレヨンしんちゃん 電撃!ブタのヒヅメ大作戦』に当飛行場が登場した。
- 騒音を危惧する周辺住民との取り決めにより、ジェット機による運用が制限されている。滑走路も短いため、本田航空のグループ企業「ホンダ エアクラフト カンパニー」社製HondaJetの離着陸は不可となっている。